# Howard (Dakota du Sud)
Pour les articles homonymes, voir Howard.
La ville de Howard est le siège du comté de Miner, dans l’État du Dakota du Sud, aux États-Unis. Selon le recensement de 2010, sa population s’élève à 858 habitants. La municipalité s'étend sur 0,95 milles carrés (2,46 km2).
Le nom de Howard aurait été choisi le 4 juillet 1881 par les habitants de la communauté, en l'honneur du fils du juge W. P. Antrim (propriétaire des terres où elle est fondée), mort peu avant. Selon d'autres versions, la ville doit son nom à Howard Farmer, l'un de ses premiers habitants.

## Démographie
| 1900 | 1910  | 1920  | 1930  | 1940  | 1950  |
| ---- | ----- | ----- | ----- | ----- | ----- |
| 588  | 1 026 | 1 325 | 1 224 | 1 193 | 1 251 |

| 1960  | 1970  | 1980  | 1990  | 2000  | 2010 |
| ----- | ----- | ----- | ----- | ----- | ---- |
| 1 208 | 1 175 | 1 169 | 1 156 | 1 071 | 858  |